# Hoe je bent
Hoe je bent is een lied van de Nederlandse rapformatie Broederliefde in samenwerking met de Nederlandse rapper Frenna. Het werd in 2018 als single uitgebracht en stond in hetzelfde jaar als vierde track op het album We moeten door 2 van Broederliefde.

## Achtergrond
Hoe je bent is geschreven door Francis Junior Edusei, Milangchelo Junior Martina, Emerson Akachar, Melvin Silberie, Javiensley Dams en Jerzy Miquel Rocha Livramento en geproduceerd door Soundflow. Het is een nummer uit het genre nederhop. In het lied rappen de artiesten over een vrouw, waarvan zij denken te weten hoe zij is. De artiesten lieten het lied voor het eerst ten gehore brengen bij televisieprogramma M. De bijbehorende videoclip is opgenomen in Kaapverdië. Op de B-kant van de single is een instrumentale versie van het lied te vinden. 
Het is niet de eerste keer dat de rapformatie en de rapper met elkaar samenwerken. Dit deden zij eerder op Ik was al binnen en Miljonairs. De samenwerking werd herhaald op Grijze wolken en Pray for me.

## Hitnoteringen
De artiesten hadden succes met het lied in de hitlijsten van Nederland. Het piekte op de eerste plaats van de Nederlandse Single Top 100 en stond één week op deze positie. In totaal stond het 22 weken in deze hitlijst. Er was geen notering in de Nederlandse Top 40; het kwam hier tot de tweede positie van de Tipparade.